# Звонкие согласные
Термин «Звонкие согласные» используется в фонетике и фонологии для характеристики звонких звуков. В фонетике термин «звонкость (озвончение)» обычно описывает процесс артикуляции звуков, при котором происходит колебание голосовых связок. В фонологии термин «звонкость» может также использоваться для классификации звуков речи по глухости/звонкости. При этом согласные, обозначаемые как «звонкие», могут произноситься и без колебания голосовых связок.

## Звонкость в фонетике
На артикуляционном уровне звонким считается звук, в котором присутствуют колебания голосовых связок, а глухим — звук, в котором голосовые связки не активны. Самым распространённым типом звонкости является модальный голос, когда голосовые связки максимально сближены и колеблются с наибольшей амплитудой. В большинстве европейских языков, включая русский, гласные, сонорные и звонкие шумные звуки (такие как [a], [м], [д]) произносятся с модальным голосом. Гласные и сонорные звуки обычно всегда произносятся с озвончением и не имеют парных глухих звуков. Шумные согласные могут быть как глухими, так и звонкими, и часто образуют пары, например, [т]-[д], [с]-[з], [ш]-[ж] в русском языке. При отсутствии парного звука в языке обычно присутствует глухой шумный согласный, например, [ц], [ч], [щ] в русском, [s] и [h] в сунданском.
В МФА обычно используются разные символы для глухих и звонких шумных согласных: [p b], [t d], [k ɡ], [q ɢ]. Кроме того, для обозначения позиционного озвончения непарных глухих согласных (например [ц] или [ч] в русском языке) может применяться диакритический знак для звонкости: ⟨◌̬⟩. В Юникоде этот символ кодируются как U+032C ◌̬ «combining caron below» или как U+0325 ◌̥ «combining ring below».

## Звонкость в фонологии
Артикуляционные различия между глухими и звонкими звуками находят отражение и в фонологии при характеристике оппозиций по глухости/звонкости. В некоторых языках (например, русском, испанском, французском) звуки, определяемые как фонологически «звонкие», обычно являются таковыми и в фонетике и всегда произносятся с колебанием голосовых связок в сильной позиции. Утрата озвончения возможна лишь в слабой позиции в результате ассимиляции или конечного оглушения: сад [сат], лодка [лотка]. В других языках (например, английском), фонологическая «звонкость» согласных не гарантирует наличия колебания связок даже в сильной позиции. Термин «звонкий» используется в этом случае для обозначения категории, противопоставленной глухим согласным и обозначает, что в звуках, передаваемых на письме как b, d, g, v, z фонетическая звонкость присутствует в большей степени, чем в согласных, передаваемых на письме как p, t, k, f, s. В отличие от русского языка, английские «звонкие» взрывные [b], [d], [g] в рамках параметра ВНО являются полузвонкими или даже глухими непридыхательными в начальной позиции, а в середине и на конце слова колебания голосовых связок у этих согласных могут затухать на середине артикуляции. «Звонкие» фрикативные [v], [z], [ʒ] в английском языке также часто произносятся с укороченным периодом колебания голосовых связок. Вследствие этого восприятие звонких и глухих шумных в английском языке часто основывается на дополнительных артикуляционных признаках, таких как длительность смычки у взрывных и длительность шума у фрикативных, а также длительность предшествующего гласного. В некоторых языках, например, в яванском, «звонкие» шумные часто произносятся без озвучивания и отличаются от глухих по признаку придыхательной фонации.

## Степени звонкости
Существуют два критерия для определения степени звонкости: интенсивность, связанная с фонацией и длительность, связанная с временем начала воспроизведения звучания, звука. Когда звук описывается как «полузвонкий» или «частично звонкий», не всегда ясно, означает ли это, что колебания голосовых связок имеют низкую интенсивность или что колебания голосовых связок присутствуют только в части звука. Полузвонкость в английском языке связана со вторым критерием, то есть с длительностью голоса.
В языке джуǀʼхоан и некоторых соседних языках отмечаются редкие контрасты по глухости/звонкости. Придыхательные и абруптивные согласные, которые обычно не сочетаются со звонкостью, образуют в этих языках пары звонких и глухих: [b͡pʰ, d͡tʰ, d͡tsʰ, d͡tʃʰ, ɡ͡kʰ] и [d͡tsʼ, d͡tʃʼ]. Начальная фаза артикуляции у этих согласных сопровождается колебанием голосовых связок, а конечная фаза, во время которой происходит придыхание или взрыв, произносится без голоса.

## Голос и напряжённость
В некоторых языках, например, в южных диалектах верхненемецкого языка, таких как эльзасский и швейцарский немецкий, две серии шумных согласных, обозначаемых как /p t k f s x/ и /b d ɡ v z ɣ/, могут произноситься без участия голоса и не отличаться по времени начала озвончения. При отсутствии голоса различие между двумя сериями основывается на принципе напряжённости. Примечательно, что в основе контраста по напряжённости и контраста по глухости/звонкости лежат общие принципы восприятия и артикуляции, так как звонкость и напряжённость непосредственно связаны с длительностью согласных. Звонкие и ненапряжённые согласные имеют более короткую артикуляцию, а глухие и напряжённые согласные — более долгую.